# Carduelis
Carduelis Brisson, 1760 è un genere di uccelli passeriformi della famiglia dei Fringillidi.

## Etimologia
Il nome scientifico del genere, Carduelis, deriva dal latino e rappresenta il termine con cui venivano conosciuti i cardellini nell'antica Roma: a sua volta esso deriva da cardus, "cardo", pianta dei semi della quale questi uccelli sono notoriamente ghiotti.

## Descrizione
Al genere vengono ascritti uccelletti di piccola taglia, dai 10,5 cm delle sottospecie più piccole di cardellino ai 13,5 delle grandi razze boreali.
L'aspetto nel complesso è minuto ma fiero, con testa arrotondata, becco conico, ali appuntite e coda dalla punta lievemente forcuta. Mentre il cardellino risulta inconfondibile per la faccia rossa orlata di bianco e ancora di nero e i disegni bianchi sulle ali, le due specie di venturone presentano invece faccia e petto di colore giallo-arancio e piumaggio per il resto grigio: in tutte e tre le specie sono presenti barre alari gialle, tipiche di molti fringillidi.

## Biologia
Le specie ascritte al genere hanno abitudini diurne e vivono solitamente da soli o al più in coppie durante il periodo degli amori. Si tratta di uccelli granivori, la cui dieta è basata sui semi delle piante erbacee ed integrata con altri alimenti di origine vegetale (bacche, frutta, foglioline, germogli) e, soprattutto durante il periodo degli amori, da piccoli insetti e larve, che vengono dati anche ai piccoli.

Il periodo riproduttivo coincide coi mesi caldi: si tratta di uccelli monogami e molto apprezzati per il canto melodioso dei maschi, che lo utilizzano per attrarre le femmine e che ha reso questi animali molto pregiati come animali da compagnia. Mentre la femmina si occupa di costruire il nido a coppa fra i rami e di covare le uova, il maschio trova il cibo per sé, per la compagna e per i piccoli, che vengono accuditi da ambedue i partner.

## Distribuzione e habitat
Il cardellino è la specie dall'areale più ampio, comprendente buona parte dell'ecozona paleartica: esso si sovrappone a quello delle due specie di venturone, che vivono rispettivamente in Europa centro-occidentale, Corsica e isole tirreniche e con le quali vive in simpatria, popolando le aree cespugliose ed alberate con presenza di radure di una varietà di ambienti, dalla macchia mediterranea alla taiga.

## Tassonomia

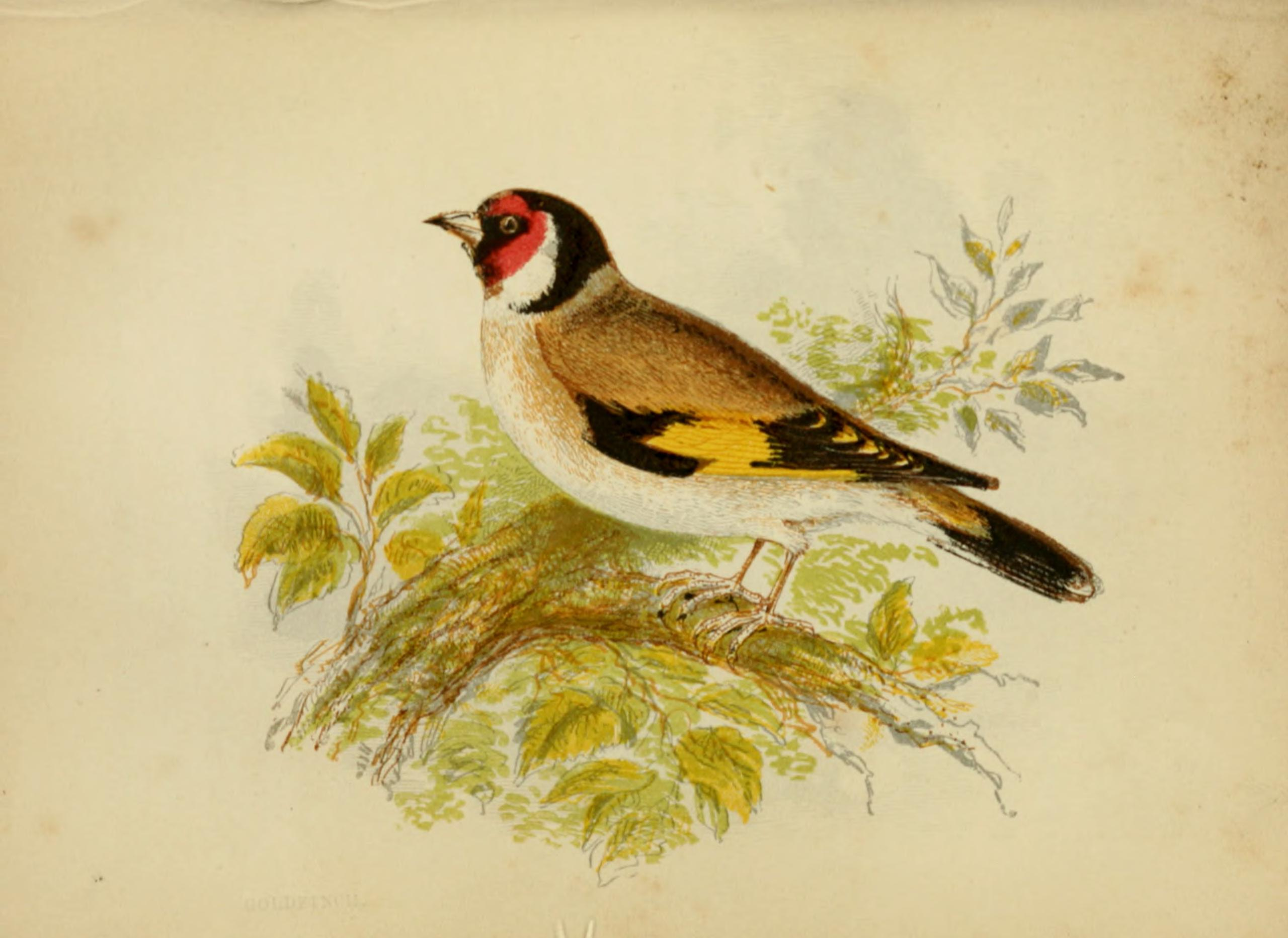
C. carduelis.

C. citrinella.

Al genere vengono ascritte quattro specie:
- Carduelis carduelis (Linnaeus, 1758) - cardellino;
- Carduelis caniceps Vigors, 1831 - cardellino dell'Himalaya;
- Carduelis citrinella (Pallas, 1764) - venturone;
- Carduelis corsicana (Koenig, 1899) - venturone corso.

Le sottospecie asiatiche del cardellino vengono tradizionalmente considerate facenti parte di una specie a sé stante, Carduelis caniceps, e sussiste un acceso dibattito in seno alla comunità scientifica sulla loro ascrizione o meno a questa specie.
In passato, il genere Carduelis rappresentava uno dei generi più numerosi in seno alla famiglia Fringillidae: recenti analisi del DNA mitocondriale hanno dimostrato la polifilia del genere, con un conseguente scorporo di numerose specie che sono andate a costituire i generi Acanthis, Chloris, Linaria e Spinus: paradossalmente, assieme al cardellino sono rimaste ascritte al genere solo le due specie di venturone, tradizionalmente invece ascritte a Serinus (rivelatosi anch'esso polifiletico).
Nell'ambito della tribù dei Carduelini, il genere Carduelis occupa un clade assieme al taxon fratello Chrysocorythus e al clade Serinus-Spinus.